# 莸状黄芩
莸状黄芩（学名：Scutellaria caryopteroides）为唇形科黄芩属下的一个种。

## 扩展阅读
- 維基物種上的相關：莸状黄芩